# Dehaasia tomentosa
Dehaasia tomentosa là loài thực vật có hoa trong họ Nguyệt quế. Loài này được (Blume) Kosterm. miêu tả khoa học đầu tiên năm 1973.